# Rolex Sports Car Series 2009
Rolex Sports Car Series 2009 var den tionde i ordningen, och kördes mellan januari och oktober i USA och Kanada. Alex Gurney och Jon Fogarty upprepade sin bedrifter ifrån 2007 års säsong, och vann deras andra titel i karriären, medan Leh Keen och Dirk Werner delade på GT-titeln.

## Delsegrare
| Bana         | Vinnare                                            | Team                         |
| ------------ | -------------------------------------------------- | ---------------------------- |
| Daytona      | David Donohue Darren Law Antonio García Buddy Rice | Brumos Racing                |
| Virginia     | Alex Gurney Jon Fogarty                            | GAINSCO/Bob Stallings Racing |
| New Jersey   | Ricardo Zonta Niclas Jönsson                       | Krohn Racing                 |
| Laguna Seca  | Alex Gurney Jon Fogarty                            | GAINSCO/Bob Stallings Racing |
| Watkins Glen | Scott Pruett Memo Rojas                            | Chip Ganassi Racing          |
| Mid-Ohio     | Scott Pruett Memo Rojas                            | Chip Ganassi Racing          |
| Daytona      | Max Angelelli Brian Frisselle                      | SunTrust Racing              |
| Barber       | Alex Gurney Jon Fogarty                            | GAINSCO/Bob Stallings Racing |
| Watkins Glen | Ricardo Zonta Niclas Jönsson                       | Krohn Racing                 |
| Montréal     | Max Angelelli Brian Frisselle                      | SunTrust Racing              |
| Miller       | Alex Gurney Jon Fogarty                            | GAINSCO/Bob Stallings Racing |
| Homestead    | João Barbosa Hurley Haywood                        | Brumos Racing                |

## Slutställning
| Plats | Förare                        | Team                                     | Poäng |
| ----- | ----------------------------- | ---------------------------------------- | ----- |
| 1     | Alex Gurney Jon Fogarty       | GAINSCO/Bob Stallings Racing             | 337   |
| 2     | Scott Pruett Memo Rojas       | Chip Ganassi Racing                      | 331   |
| 3     | Max Angelelli Brian Frisselle | SunTrust Racing                          | 325   |
| 4     | Romain Dumas Timo Bernhard    | Penske Racing                            | 292   |
| 5     | Mark Wilkins Burt Frisselle   | AIM Autosport                            | 283   |
| 6     | David Donohue Darren Law      | Brumos Racing                            | 282   |
| 7     | Michael Valiante              | Michael Shank Racing                     | 279   |
| 8     | Oswaldo Negri Mark Patterson  | Michael Shank Racing                     | 270   |
| 9     | João Barbosa                  | Brumos Racing                            | 265   |
| 10    | J.C. France                   | Brumos Racing                            | 248   |
| 11    | Ricky Taylor                  | Beyer Racing                             | 248   |
| 12    | John Pew                      | Michael Shank Racing                     | 221   |
| 13    | Rob Finlay                    | Childress-Howard Motorsports             | 218   |
| 14    | Andy Wallace                  | Childress-Howard Motorsports             | 204   |
| 15    | Mike Forest                   | Beyer Racing                             | 181   |
| 16    | Christophe Bouchut            | Level 5 Motorsports Supercar Life Racing | 170   |
| 17    | Ricardo Zonta                 | Krohn Racing                             | 163   |
| 18    | Brad Jaeger                   | Doran Racing                             | 159   |
| 19    | Jordan Taylor                 | Beyer Racing                             | 146   |
| 20    | Memo Gidley                   | Doran Racing                             | 145   |